# Suevoleviathan
Suevoleviathan là một chi thằn lằn cá (Ichthyosauria) có niên đại từ tầng Thuars, Hạ Jura, tại Holzmaden, Đức.
Chi này được Michael Maisch đặt tên năm 1998, mang ý nghĩa là "Leviathan vùng Swabia". Loài điẻn hình là Leptopterygius disinteger (Huene, 1926). Loài Ichthyosaurus integer (Bronn, 1844) được đổi tên thành Suevoleviathan integer.
Suevoleviathan có chiều dài khoảng bốn mét.